# Nyelvművelés
A nyelvművelés egy nyelv vagy dialektus fejlődésének tudatos befolyásolását jelenti. Ez magában foglalja a nyelvtan, a nyelvi stílus és a szókincs szempontjait is.

## A „nyelvművelés” fogalmáról
A nyelvművelés fogalmát a felvilágosodás óta a nyelv fejlesztésének értelmében vett gondozáshoz társították. Friedrich Ludwig Jahn így ír a Merke zum Deutschen Volksthumban (JCH Knopf, 1833): „De szigorú komolysággal és könyörtelen nyelvműveléssel örökké üldöznünk kell, figyelve és óvatosan: azok a vulgáris szavakra, amelyek megmérgezik a lelket, elsötétítik világnézetünket, megzavarják életkörülményeinket”, és „különböző erkölcsi, jogi és kormányzati feltételekkel megrontják, elcsúfítják és megszentségtelenítik a németséget”.  Lutz Mackensen a nyelvművelést úgy határozza meg mint „a nyelv helyes és jó használatára tett erőfeszítéseket”.
A nyelvművelés és így a nyelvművelők (tanárok, írók, szülők, önálló nyelvművelő egyesületek stb.) feladata a nyelvhasználók kifejezőkészségének, nyelvtudásának elősegítése a helyes és jó nyelvhasználattal, valamint a természetesen kialakult gyakorlással. szójegyzék készítésével. Napról napra új szavak kerülnek be, és többé-kevésbé utat találnak a sztenderd nyelvhasználatba, pl. az aktív szókincsbe. A nyelvművelésnek a nyelv kritikus használatához és jobb nyelvtudásához kell vezetnie. Ennek előfeltétele tehát a megalapozott nyelvi kritika, pl. a helytelen vagy rossz nyelvhasználat, új alkotások (az év szava, az év rossz szava) és a rossz nyelvi stílus miatt. A nyelvművelés tehát a nyelvi elemek különféle alkalmazásaival foglalkozik: a nyelvszerkezettel, a nyelvtannal, a helyesírással, az írásjelekkel és a nyelv stílusával, figyelembe véve a szemantikát (a jelentéselméletet) és a nyelvesztétikát. Ebbe beletartozik az idegen szavak használata vagy kerülése is, de nem nyelvi purizmus (nyelvtisztítás), ami különösen a 17–18. században, amikor a sztenderd nyelv még nem alakult ki anyanyelvként. A „nyelvtisztító” szót először csak a 19. században használták. Például a német Duden 1915-ös kiadása tartalmazza. A „nyelvművelés” szó viszont csak az 1930-as évek óta szerepel a Dudenben.
A nyelvkritikusok szerint a mai nyelvet a médiavilágban állandóan jelenlévő egyes „beszélők”, ritkábban a szerzők alakítják, és bizonyos körülmények között veszélyeztetik is. Különleges felelősség hárul rájuk, aminek gyakran nem tesznek eleget. A nyelvtudósok ezért ellenzik a nyelvzavarást és a nyelvhanyatlást, ami különösen, de nem csak az új médiában, például e-mailekben vagy blogokban figyelhető meg. Ennek technikai okai is lehetnek (például maximum 140 karakter a Twitteren), így a nyelvtanra való odafigyelés másodlagosnak számít az üzenet mielőbbi átvitele mögött. Ez azonban általában nem szükséges, amire a nyelv minőségével foglalkozó nyelvszakértőknek mindig fel kell hívniuk a figyelmet. A nyelvészet elsősorban elméleti orientációjú, a nyelvrendszerrel és nyelvhasználattal, de az összehasonlító és történeti nyelvészettel is összefüggésében a nyelvi változással is foglalkozó nyelvészet hagyományosan elutasítja a gyakorlati nyelvművelést mint tudománytalant.  Legkésőbb az 1990-es évek közepe óta egyre nagyobb tendencia figyelhető meg, hogy komolyan vegyék a nyelvfenntartás kérdését. E feladatokat pl. a Nyelvművelő Intézet „Tudományosan megalapozott nyelvfenntartó bizottsága”. A tudományos alapon végzett nyelvművelést gyakran nyelvkritikának is nevezik.

## A nyelvművelés kritikája
A nyelv társadalmi használatának természetes következménye a nyelv változása. A nyelvhasználók számára egyszerűbb vagy kifejezőbb formák terjednek, a nehezebben használható vagy nehezebben érthető formák használata visszaszorul. Értelmetlen és káros az a "nyelvőri" tevékenység, amely nyelvhasználati szokásokat "hibásnak" vagy "helytelennek" ítél, mert megbélyegzi és akadályozza a nyelvhasználókat abban, hogy az adott környezetben legkönnyebben érthető, leginkább kifejező módon beszéljenek és írjanak . 

## Magyar nyelv
Kazinczy Ferenc nyelvújításban betöltött meghatározó szerepe mellett a nyelművelés korai szószólója is volt.
Magyarországon a Magyar Tudományos Akadémia Nyelvtudományi Intézete a nyelvművelés legfőbb hivatalos intézménye, amely a 19. század első harmada óta próbálja tudományos keretek között leírni a nyelvi változásokat. Ennek a munkának fontos megnyilvánulása a Magyar Tudós Társaság altal 1832-ben kiadott első, azóta körülbelül negyven évenként kiadott A magyar helyesírás szabályai (AkH.) című szabályzat, amelynek 12. kiadása 2015-ben jelent meg, és a Magyar helyesírási szótár. Fontos szerepet tölt be még az Osiris Kiadó Helyesírás (OH) című, 2004-ben (majd kisebb javításokkal 2005-ben és 2006-ban) megjelent kézikönyve a magyar helyesírásról a Magyar Nyelv Kézikönyvtára című tízrészes sorozat első köteteként.
A hivatalos nyelvművelés magyarországi megteremtése Szarvas Gábor nyelvész nevéhez köthető a 19. század utolsó harmadában. A Magyar Nyelvőr című és több folyóirat mellett a Magyar Rádió, majd a Magyar Televízió is jelentős szerepet tölt be olyan neves nyelvészek közreműködésével, mint pl. Lőrincze Lajos az Édes anyanyelvünk, Deme László és Péchy Blanka a Beszélni nehéz című rádióműsorukkal, Grétsy László és Vágó István az Álljunk meg egy szóra! televízióműsorral, Balázs Géza és kollégái minden médiumon.
A 21. században az Internet megjelenésével sok nyelvhelyességgel foglalkozó honlap között a Manyszi (Magyar Nyelvi Szolgáltató Iroda) az
e-nyelv.hu-n keresztül ad naprakész tanácsokat a témában. 

### Ismert magyar nyelvőrök
- Kazinczy Ferenc (1759–1831) író, költő, a nyelvújítás fő kezdeményezője
- Szarvas Gábor (1832–1895) nyelvész, a magyar nyelvművelés megteremtője
- Bárczi Géza (1894–1975) Kossuth-díjas nyelvész
- Deme László (1911–2011) nyelvész, egyetemi tanár
- Gálffy Mózes (1915–1988) székely nyelvész
- Lőrincze Lajos (1915–1993) nyelvész, egyetemi tanár, média-népszerűsítő
- Szathmári István (1925–2020) nyelvész
- Grétsy László (1932–2024) nyelvész, egyetemi tanár, média-népszerűsítő
- Horváth Tibor (1938–) nyelvész, egyetemi tanár
- Eőry Vilma (1949–) nyelvész, egyetemi tanár
- Balázs Géza (1959–) nyelvész, egyetemi tanár, média-népszerűsítő

### Folyóiratok
- Édes Anyanyelvünk
- Magyar Nyelv
- Magyar Nyelvőr
- Nyelvművelő kéziszótár
- Nyelvtudományi Közlemények

## Német nyelvterületen

### A nyelvművelés történetéről
Az „anyanyelv fenntartása” és „a német nyelv fenntartása” kifejezések régebbiek, mint a „nyelvművelés”, amely először a kolostorokban történt, ahol a szerzetesek bibliai és más ókori műveket fordítottak németre, és németül is magyarázták őket. De a humán középiskolák tanterveiben a német mint anyanyelv szigorúan ki volt zárva a tantervből.
Csak a 17. századi nyelvi társaságok alapoztàk meg a német nyelv szervezett művelését. Akkoriban a „nyelvi munkáról” is szó esett. A barokk kori nyelvművelő társaságokban az anyanyelv művelésének köszönhetően fokozatosan a német nyelv szerény művelése is kialakult a középiskolákban. A továbbtanulni nem tudók/akarók számára a gimnáziumokban latin és ógörög nyelv nélküli polgári osztályokat hoztak létre, majd hamarosan külön ilyen középiskolákat is létrehoztak.
Az első német nyelvű társaság, a Fruchtbringende Gesellschaft 1617-ben alakult az olasz Accademia della Crusca mintájára. Más hasonló társaságok alapítását ösztönözték Németország-szerte: 1644-ben megalapították a „Pegnitz Koronás Virágrend” Társaságát („Pegnesischer Blumenorden”). Az egyesület célja megfogalmazódott: „Istentisztelet és a német hűség előmozdítása, a német nyelv és költészet fenntartása és fejlesztése”. További alapítványok közé tartozott a Pflege Und Verbesserung Társaság, a Német Szellemi Szövetkezet, az Elba Hattyúrend és mások. Ezek közül ma már csak a pegnesi virágrend létezik. E nyelvi társaságok egy része hozzájárult az egységes német nyelv kialakításához. Gottfried Wilhelm Leibniz intelmei a németeknek, hogy gyakorolják jobban elméjüket és nyelvüket, „gondolatai a német nyelv megvalósításáról és továbbfejlesztéséről” a barokk nyelvi társaságok idejéből származnak. 

### Nyelvművelés a 21. században
Manapság a nyelvművelés főleg az angol és az álangol szavak („denglish”), illetve esetenként az úgynevezett gender-megfelelő nyelv („Gendersprach”) ellen irányul. További téma volt a helyesírási reform és a nyelvjárások kihalása. Emellett a nyelvtanilag hibás és logikátlan kifejezések, valamint az „embertelen nyelvhasználat” (például az „Év szava” kampányban) a kritika és a törődés középpontjában áll.
2013. március 5-én Anatol Stefanowitsch nyelvész egy cikkben bírálta egyes kifejezések kényszerű németesítését, pl. Crowdfunding, a német nyelvű Wikipédia felhasználói által, amelyet „németesítési gerillaságnak” nevezett. Itt a Wikipédia névtelen használói elhallgatásokkal egyelték ki a németben használt angol kifejezéseket, amelyek aztán az újságírók Wikipédia-kutatása révén kerültek a sajtóba, onnan pedig az általános használatba.

### Német nyelvművelő folyóiratok
Különféle nyelvi egyesületek adnak ki folyóiratokat. Az 1947-ben az Általános Német Nyelvi Szövetség utódszervezeteként alapított Német Nyelv Társaság a Muttersprache és a Der Sprachdienst folyóiratokat adja ki. A német nyelvi világért a Nyelvgondozó Egyesület, a nyelvi hírekért a Német Nyelvi Szövetség felel. Az Osztrák Anyanyelvi Szövetség adja ki a Bécsi Nyelvi Lapokat, a Német Írás és Nyelv Egyesület pedig negyedévente adja ki a The German Writing folyóiratot a német nyelv és írás népszerűsítésére.

## Nemzetközi előfordulása

### Francia nyelv
Franciaországban a „francia nyelv szabványosítását és művelését” hivatalosan az Académie française francia tudós társaság végzi 1631 óta. 1994 óta a Loi Toubon törvényi szabályozással védi a francia nyelvet.

### Izlandi nyelv
Izlandon működik az egyik legkonzervatívabb nyelvpolitika. Következetesen ügyelnek arra, hogy az idegen szavakat az izlandi nyelvbe a lehető legkisebb mértékben vegyék át. Az új kifejezések általában a meglévő szókincsből jönnek létre. Így keletkezett a „computer” szó helyett a tölva, a tala („szám”) és s völva („jós”) szóból. Ennek ellenére jelentős számú régebbi kölcsönszó létezik, mint például a hótel (hotel) vagy a Prestur, priest (lelkipásztor, pap); Az anglicizmusok – a némethez hasonló – felfutása Izlandon is észrevehető az 1950-es évek óta. 1964 óta Izlandnak saját bizottsága van, amely tisztán izlandi kifejezéseket ajánl az új szavakra.

### Olasz nyelv
Az olasz nyelvért felelős Accademia della Crusca a legrégebbi nyelvi társaság (pl. a legrégebbi német társaság, a Fruchtbringende Gesellschaft (Gyümölcstermő Társaság) mintája is ez. 1582-es alapítása óta az „olasz nyelv tanulmányozásának és megőrzésének” szentelték.

### Plautdietsch
A Plautdietsch Friends nemzetközileg aktív szervezete elkötelezett az orosz mennoniták által beszélt Plautdietsch nyelv fenntartása mellett Németországban (együttműködve az Alnémet Szövetségi Tanáccsal) és egyre inkább más országokban is. Ez elsősorban olyan projekteken keresztül történik, mint a Plautdietsch FRIND magazin, a Moving Memory szóbeli történeti videóprojekt vagy tanulmányutak (pl. 2006-ban Szibériában vagy 2009-ben Belize-ben).

### Spanyol nyelv
Spanyolországban a nyelv felügyelete a Spanyol Királyi Akadémia Real Academia Española) feladata. 46 tagja ismert az országban, akik életre szóló kinevezésű szerzők. Együttműködik más spanyol nyelvű országok megfelelő akadémiáival az Asociación de la Lengua Españolában.

### Svéd nyelv
Svédországban a nyelv fenntartása a Nyelvi és Folklór Intézetben (Institutet för språk och folkminnen) működő Nyelvi Tanács (Språkrådet) feladata. Az állam nevében követi és ismerteti a beszélt és írott svéd nyelv fejlődését. A svéd Språkvård szó a német Sprachpflege szó tükörfordítása.

## Fordítás
- Ez a szócikk részben vagy egészben  a   Sprachpflege című német Wikipédia-szócikk ezen változatának fordításán alapul.  Az eredeti cikk szerkesztőit annak laptörténete sorolja fel. Ez a jelzés csupán a megfogalmazás eredetét és a szerzői jogokat jelzi, nem szolgál a cikkben szereplő információk forrásmegjelöléseként.